# Ayden Callaghan
Joseph Callaghan, más conocido como Ayden Callaghan, es un actor inglés reconocido por haber interpretado a Miles De Souza en la serie Emmerdale Farm y a Joe Roscoe en la serie Hollyoaks.

## Biografía
En noviembre del 2014 Ayden anunció que estaba comprometido con su novia la presentadora Sarah-Jane Honeywell. El 8 de junio de 2016 se anunció que Ayden y Sarah-Jane habían perdido al primer bebé que estaban esperando. En mayo del 2015 se anunció que la pareja estaba esperando a su primer hijo juntos y el 25 de agosto del mismo año le dieron la bienvenida a Phoenix Callahghan. El 3 de agosto de 2016 la pareja reveló que se casarían más tarde ese mismo año, finalmente se casaron en octubre del 2016.
A principios de septiembre del 2017 se anunció que la pareja estaba esperando a su segundo bebé juntos.

## Carrera
Ayden ha aparecido en varias obras de teatro como Benedick, Much Ado About Nothing, Guildenstern, Rosencrantz and Guildenstern are Dead, Dr. Wangel, The Lady from the Sea, Mr. Poyser, Adam Bede, Jellaby, Arcadia, Tybalt, entre otras...
En el 2005 apareció en el noveno episodio del spin-off de Hollyoaks: Hollyoaks: Let Loose.
El 1 de noviembre de 2007 se unió al elenco principal de la serie británica Emmerdale Farm donde interpretó a Miles De Souza, el hermano de Anna hasta el 31 de julio de 2008 después de que su personaje decidiera mudarse a Francia.
En el 2010 interpretó a Ian Whittle en la serie policíaca The Bill.
En el 2012 apareció como invitado en la exitosa serie británica EastEnders donde interpretó al oficial de la policía Lomax, ese mismo año apareció en un episodio de la serie médica Casualty donde dio vida a Mick Statham, anteriormente había aparecido por primera vez en la serie en el 2007 donde interpretó a Alistair Kelly durante el episodio "Inappropriate Behaviour".
El 23 de mayo de 2013 se unió al elenco principal de la serie británica Hollyoaks donde interpretó a Joe Roscoe, el hijo Sandy Roscoe y hermano de Darren Osborne, Freddie Roscoe, David Roscoe, Jason Roscoe y Robbie Roscoe, hasta el 2 de noviembre de 2016 después de que su personaje muriera luego de las heridas que sufrió por el incendio provocado por Cameron Campbell (Cameron Moore).

## Apoyo a beneficencia
El 8 de marzo de 2008, Ayden participó en un partido en el estadio de Wembley en apoyo al NSPCC (Sociedad Nacional para la Prevención de la Crueldad contra los Niños). En 2009 asistió al evento de la sala de fama del NSPCC en el House of Commons en donde fue agradecido por su constante apoyo a la obra de caridad.
El 5 de julio de 2008, Ayden junto a Colin O'Dell, el presidente de Winslow United organizaron un partido entre el equipo local y las estrellas de Emmerdale, el dinero recaudado fue distribuido para organizaciones benéficas locales.

## Filmografía

### Series de televisión
| Año         | Título               | Personaje       | Notas                        |
| ----------- | -------------------- | --------------- | ---------------------------- |
| 2017        | Doctors              | Damon McCormick | episodio "Do Geese See God?" |
| 2013 - 2016 | Hollyoaks            | Joe Roscoe      | 314 episodios                |
| 2012        | EastEnders           | Oficial Lomax   | 3 episodios                  |
| 2012        | Bad Education        | Oficial Ron     | episodio "Self-Defence"      |
| 2012        | Casualty             | Mick Statham    | episodio "Lest Ye Be Judged" |
| 2010        | The Bill             | Ian Whittle     | episodio "Walk on My Grave"  |
| 2007 - 2008 | Emmerdale Farm       | Miles De Souza  | 36 episodios                 |
| 2005 - 2006 | Sugar Rush           | Camarero        | 2 episodios                  |
| 2005        | Hollyoaks: Let Loose | Dave            | episodio # 1.9               |

### Películas
| Año  | Título                             | Personaje          | Notas                                                                       |
| ---- | ---------------------------------- | ------------------ | --------------------------------------------------------------------------- |
| 2013 | Krish and Lee                      | Detective Thompson | junto a Hazel D'Jan, Richard Blackwood, Jessica-Jane Stafford & Steve Perry |
| 2013 | Two Days in the Smoke              | Liam               | junto a Matt Di Angelo, Lili Bordán, Stephen Marcus & Christian Brassington |
| 2013 | The Best Years                     | Frank Mallone      | junto a Connor Barr, Leon Bearman, Nigel Boyle & Penelope Driver            |
| 2012 | Death Scenes                       | Detective Collins  | corto - junto a Robin Berry, Charlie Bond & Paul Jibson                     |
| 2010 | The Night the Creatures Came Alive | Pete               | -                                                                           |
| 2010 | The Buss Driver                    | Liam               | -                                                                           |
| 2007 | Supergrass                         | Phillip Morris     | junto a Eric Carte, Jonny Coyne, Justin Garner & Liam Noble                 |
| 2005 | Goal!                              | Vendedor           | junto a Leonardo Guerra, Miriam Colon & Kuno Becker                         |
| 2004 | The Harvester                      | Marcus             | corto                                                                       |
| 2003 | The Battle of Monte Camino         | Soldado Gabriel    | corto                                                                       |

### Apariciones
| Año  | Programa    | Notas       |
| ---- | ----------- | ----------- |
| 2007 | Loose Women | 3 episodios |

### Teatro
| Año        | Obra                                       | Personaje        | Director (a)     | Teatro             |
| ---------- | ------------------------------------------ | ---------------- | ---------------- | ------------------ |
| 2011       | Beautiful Blows                            | Len/Mike Turner  | Ben May          | -                  |
| 2010       | Bedroom Farce                              | Malcolm          | Sir Peter Hall   | -                  |
| 2010       | If I Were You                              | Dean             | Joe Harmston     | Theatre Royal      |
| 2009       | Why Didn't I Tell You How Much I Loved You | Paddy            | Hettie MacDonald | Royal Albert Hall  |
| 2007       | The Elephant Man                           | Doctor Treves    | Bruce Guthrie    | -                  |
| 2006       | The Long and the Short and the Tall        | Sargento Mitchem | Bruce Guthrie    | Pleaseance Theatre |
| 2005       | Romeo and Juliet                           | Tybalt           | Peter Dayson     | -                  |
| 2004, 2005 | Someone Who'll Watch Over Me               | Edward           | Bruce Guthrie    | Gateway Theatre    |
| 2004       | Balm in Gilead                             | Xavier           | Michael Crompton | -                  |